# Lambdopsalis
Lambdopsalis is een uitgestorven zoogdier uit de familie Lambdopsalidae van de Multituberculata. Dit dier leefde tijdens het Paleoceen in Azië. Er is één soort bekend, L. bulla. 
Fossielen van Lambdopsalis zijn gevonden in de Volksrepubliek China en dateren uit het Laat-Paleoceen. 
Het skelet van Lambdopsalis vertoont aanpassingen voor graven en het dier leefde vermoedelijk in holen. Goed bewaarde gebleven schedels wijzen er op dat het oor van Lambdopsalis ongeschikt was voor het horen van hoge frequenties vanuit de lucht, maar wel voor laagfrequente trillingen, geschikt voor een in holen levend dier. In fossiele coprolieten van roofdieren op dezelfde vindplaats is gefossileerd haar gevonden van Lambdopsalis, dat sterk overeenkomt met dat van hedendaagse zoogdieren. Dit is het enige directe bewijs dat multituberculaten behaard waren.